# Pere Aragonès

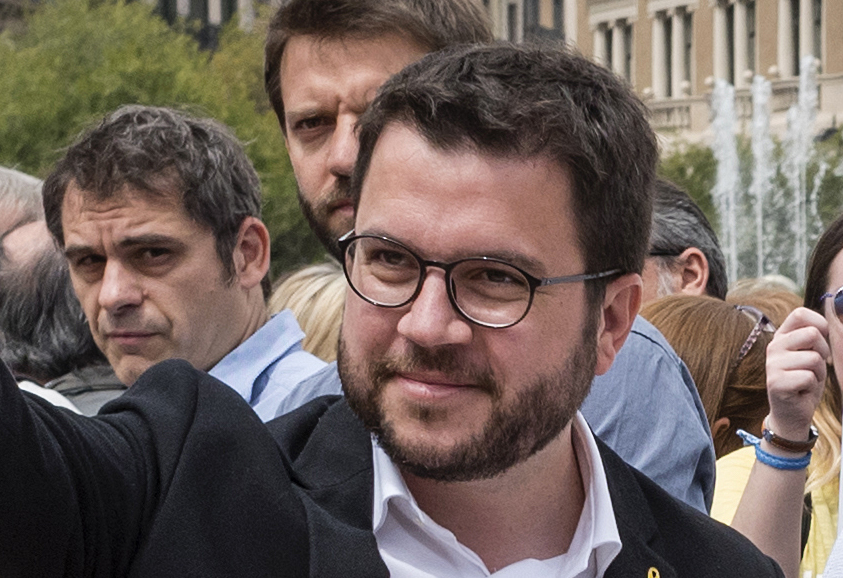
Pere Aragonès (2018)

Pere Aragonès i Garcia (* 16. November 1982 in Pineda de Mar, Provinz Barcelona) ist ein spanischer Politiker der Esquerra Republicana de Catalunya (ERC), der sich für die Unabhängigkeit Kataloniens engagiert. Er war seit 28. September 2020 Interimspräsident der Regionalregierung von Katalonien und wurde am 21. Mai 2021 als Regierungschef bestätigt. Am 12. August 2024 schied er aus diesem Amt aus. 

## Familiäre Herkunft und Ausbildung
Die Familie von Aragonès ist seit mindestens drei Generationen in Pineda da Mar ansässig. Sein Großvater Josep Aragonès i Montsant (1927–1992) war dort Hotelier und Bürgermeister während der Franco-Diktatur. Sein Vater, Pere Aragonès Poch, ist ebenfalls Hotelier und betreibt sieben Hotels. Der Sohn, Pere Aragonès Garcia, ist nach eigenen Angaben an den Hotelgeschäften nicht beteiligt.
Aragonès studierte Rechtswissenschaften an der Offenen Universität Katalonien (UOC) in Barcelona und machte anschließend einen Master in Geschichte und Wirtschaftswissenschaften an der Universität Barcelona. Für weitere Studien der Politikwissenschaften und Wirtschaftlichen Entwicklung besuchte er die Harvard Kennedy School (Cambridge, Massachusetts). Anschließend arbeitete er als Wissenschaftler für das katalanische Instituto Villalonga de Economía y Empresa.

## Politische Laufbahn
Im Jahr 1998 schloss er sich dem politisch zum linken Spektrum gehörenden Jugendverband der Esquerra Republicana de Catalunya (JERC) an, deren Sprecher er wurde. 2000 folgte der Eintritt in die Partei ERC. 2006 wurde er Abgeordneter des Regionalparlaments von Katalonien. In dieser Zeit führte er Kampagnen, mit denen er und seine Partei sich für die Unabhängigkeit Kataloniens einsetzten. Zwischen 2012 und 2017, als der katalanische Separatismus weiter erstarkte, blieb Aragonès in zweiter Reihe und entwickelte sich zur rechten Hand der Parteiführung um Oriol Junqueras und Marta Rovira. Von der ABC wird er als „politischer Ziehsohn“ Junqueras’ bezeichnet, der 2019 im Rahmen der Strafverfahren infolge des Unabhängigkeitsreferendums von 2017 zu 13 Jahren Haft verurteilt wurde. Im Jahr 2018 wurde Aragonès von Regierungschef Quim Torra zum Wirtschafts- und Finanzminister (Conseller d'Economia i Hisenda) sowie Vizepräsidenten berufen.

### Regionalpräsidentschaft
Aragonès übernahm das Amt des Präsidenten der Regionalregierung Kataloniens am 28. September 2020, nachdem gegen den Amtsinhaber Quim Torra wegen „Ungehorsams“ (desobediencia) ein Berufsverbot verhängt worden war und er seine Ämter ruhen lassen musste. In der Folge wurde das Parlament aufgelöst und Neuwahlen für den 14. Februar 2021 terminiert, bei denen Aragonès die ERC anführte. Die Partei erlangte mit 21,3 % der Stimmen den zweiten Platz. Am 21. Mai 2021 wurde er mit den Stimmen der Abgeordneten der drei für die Unabhängigkeit eintretenden Parteien zum Regierungschef gewählt. Im Oktober 2022 kam es zum Streit in der Regierungskoalition, bei dem Aragonès' Koalitionspartner Junts per Catalunya aus der Regierung austrat. Bei der Parlamentswahl 2024 trat Aragonès erneut als Spitzenkandidat der ERC an. Er erreichte mit nur noch knapp 14 % den dritten Platz. Am 12. August 2024 übergab er die Amtsgeschäfte an Salvador Illa. Er stand der Regierung Aragonès vor. 

## Politische Einschätzung
Als Vertreter der politisch linken Esquerra Republicana de Catalunya vertritt Aragonès einen separatistischen Kurs. Dabei gilt er jedoch im Gegensatz zu seinen Vorgängern in der Parteiführung und im Ministerpräsidentenamt sowie im Vergleich zur ebenfalls separatistischen Junts per Catalunya als moderat und agiert laut El País pragmatisch und ohne populistische Agitation.